# Grand Prix Bahrajnu 2020
Grand Prix Bahrajnu 2020, oficjalnie Formula 1 Gulf Air Bahrain Grand Prix 2020 – piętnasta runda Mistrzostw Świata Formuły 1 w sezonie 2020. Grand Prix odbyło się w dniach 27–29 listopada 2020 na torze Bahrain International Circuit w Sakhir. Wyścig wygrał po starcie z pole position Lewis Hamilton (Mercedes), a na podium stanęli kolejno obaj kierowcy Red Bulla – Max Verstappen oraz Alexander Albon.
Krótko po starcie doszło do poważnie wyglądającego wypadku z udziałem Romaina Grosjeana (Haas). Na pierwszym okrążeniu, na prostej po trzecim zakręcie, doszło do kontaktu między Grosjeanem a Daniiłem Kwiatem (AlphaTauri). Spowodowało to wbicie się kierowcy Haasa w barierę. Bolid rozpadł się na dwie części, co doprowadziło do wycieku paliwa i w efekcie natychmiastowego wybuchu. Kierowcy o własnych siłach udało się wydostać z płonącego samochodu. 

## Tło
Pierwotny kalendarz Formuły 1 na sezon 2020 zakładał organizację 22 eliminacji, w tym wyścigu o Grand Prix Bahrajnu 22 marca. Jednakże w związku z pandemią COVID-19 znacznie przeprojektowano kalendarz, 25 sierpnia potwierdzono o dodaniu Grand Prix Bahrajnu do kalendarza.
Robert Kubica wystartował w tym weekendzie, w pierwszym treningu zastąpił Kimiego Räikkönena (Alfa Romeo). Roy Nissany także wystartował w tym weekendzie, w pierwszym treningu zastąpił George'a Russella (Williams).

## Lista startowa
Na niebieskim tle kierowcy biorący udział jedynie w piątkowych treningach.
| Nr          | Kierowca           | Zespół                        | Samochód                           | Silnik                      | Opony |
| ----------- | ------------------ | ----------------------------- | ---------------------------------- | --------------------------- | ----- |
| 3           | Daniel Ricciardo   | Renault DP World F1 Team      | Renault R.S.20                     | Renault E-Tech 20 1,6 V6T   | P     |
| 4           | Lando Norris       | McLaren F1 Team               | McLaren MCL35                      | Renault E-Tech 20 1,6 V6T   | P     |
| 5           | Sebastian Vettel   | Scuderia Ferrari              | Ferrari SF1000                     | Ferrari 065 1,6 V6T         | P     |
| 6           | Nicholas Latifi    | Williams Racing               | Williams FW43                      | Mercedes-AMG F1 M11 1,6 V6T | P     |
| 7           | Kimi Räikkönen     | Alfa Romeo Racing ORLEN       | Alfa Romeo C39                     | Ferrari 065 1,6 V6T         | P     |
| 8           | Romain Grosjean    | Haas F1 Team                  | Haas VF-20                         | Ferrari 065 1,6 V6T         | P     |
| 10          | Pierre Gasly       | Scuderia AlphaTauri Honda     | AlphaTauri AT01                    | Honda RA620H 1,6 V6T        | P     |
| 11          | Sergio Pérez       | BWT Racing Point F1 Team      | Racing Point RP20                  | BWT Mercedes 1,6 V6T        | P     |
| 16          | Charles Leclerc    | Scuderia Ferrari              | Ferrari SF1000                     | Ferrari 065 1,6 V6T         | P     |
| 18          | Lance Stroll       | BWT Racing Point F1 Team      | Racing Point RP20                  | BWT Mercedes 1,6 V6T        | P     |
| 20          | Kevin Magnussen    | Haas F1 Team                  | Haas VF-20                         | Ferrari 065 1,6 V6T         | P     |
| 23          | Alexander Albon    | Aston Martin Red Bull Racing  | Red Bull RB16                      | Honda RA620H 1,6 V6T        | P     |
| 26          | Daniił Kwiat       | Scuderia AlphaTauri Honda     | AlphaTauri AT01                    | Honda RA620H 1,6 V6T        | P     |
| 31          | Esteban Ocon       | Renault DP World F1 Team      | Renault R.S.20                     | Renault E-Tech 20 1,6 V6T   | P     |
| 33          | Max Verstappen     | Aston Martin Red Bull Racing  | Red Bull RB16                      | Honda RA620H 1,6 V6T        | P     |
| 40          | Roy Nissany        | Williams Racing               | Williams FW43                      | Mercedes-AMG F1 M11 1,6 V6T | P     |
| 44          | Lewis Hamilton     | Mercedes-AMG Petronas F1 Team | Mercedes-AMG F1 W11 EQ Performance | Mercedes-AMG F1 M11 1,6 V6T | P     |
| 55          | Carlos Sainz Jr.   | McLaren F1 Team               | McLaren MCL35                      | Renault E-Tech 20 1,6 V6T   | P     |
| 63          | George Russell     | Williams Racing               | Williams FW43                      | Mercedes-AMG F1 M11 1,6 V6T | P     |
| 77          | Valtteri Bottas    | Mercedes-AMG Petronas F1 Team | Mercedes-AMG F1 W11 EQ Performance | Mercedes-AMG F1 M11 1,6 V6T | P     |
| 88          | Robert Kubica      | Alfa Romeo Racing ORLEN       | Alfa Romeo C39                     | Ferrari 065 1,6 V6T         | P     |
| 99          | Antonio Giovinazzi | Alfa Romeo Racing ORLEN       | Alfa Romeo C39                     | Ferrari 065 1,6 V6T         | P     |
| Źródło: FIA |                    |                               |                                    |                             |       |

## Wyniki

### Zwycięzcy sesji treningowych
| Sesja       | Nr | Kierowca       | Konstruktor | Czas     | Okr. |
| ----------- | -- | -------------- | ----------- | -------- | ---- |
| 1           | 44 | Lewis Hamilton | Mercedes    | 1:29,033 | 40   |
| 2           | 44 | Lewis Hamilton | Mercedes    | 1:28,971 | 28   |
| 3           | 33 | Max Verstappen | Red Bull    | 1:28,355 | 11   |
| Źródło: FIA |    |                |             |          |      |

### Kwalifikacje
| P                    | Nr | Kierowca           | Konstruktor               | Czasy w kwalifikacjach | Czasy w kwalifikacjach | Czasy w kwalifikacjach | Poz. s. |
| P                    | Nr | Kierowca           | Konstruktor               | Q1                     | Q2                     | Q3                     | Poz. s. |
| -------------------- | -- | ------------------ | ------------------------- | ---------------------- | ---------------------- | ---------------------- | ------- |
| 1                    | 44 | Lewis Hamilton     | Mercedes                  | 1:28,343               | 1:27,586               | 1:27,264               | 1       |
| 2                    | 77 | Valtteri Bottas    | Mercedes                  | 1:28,767               | 1:28,063               | 1:27,553               | 2       |
| 3                    | 33 | Max Verstappen     | Red Bull Racing-Honda     | 1:28,885               | 1:28,025               | 1:27,678               | 3       |
| 4                    | 23 | Alexander Albon    | Red Bull Racing-Honda     | 1:28,732               | 1:28,749               | 1:28,274               | 4       |
| 5                    | 11 | Sergio Pérez       | Racing Point-BWT Mercedes | 1:29,178               | 1:28,894               | 1:28,322               | 5       |
| 6                    | 3  | Daniel Ricciardo   | Renault                   | 1:29,005               | 1:28,648               | 1:28,417               | 6       |
| 7                    | 31 | Esteban Ocon       | Renault                   | 1:29,203               | 1:28,937               | 1:28,419               | 7       |
| 8                    | 10 | Pierre Gasly       | AlphaTauri-Honda          | 1:28,971               | 1:29,008               | 1:28,448               | 8       |
| 9                    | 4  | Lando Norris       | McLaren-Renault           | 1:29,464               | 1:28,887               | 1:28,544               | 9       |
| 10                   | 26 | Daniił Kwiat       | AlphaTauri-Honda          | 1:29,158               | 1:28,944               | 1:28,618               | 10      |
| 11                   | 5  | Sebastian Vettel   | Ferrari                   | 1:29,142               | 1:29,149               |                        | 11      |
| 12                   | 16 | Charles Leclerc    | Ferrari                   | 1:29,137               | 1:29,165               |                        | 12      |
| 13                   | 18 | Lance Stroll       | Racing Point-BWT Mercedes | 1:28,679               | 1:29,557               |                        | 13      |
| 14                   | 63 | George Russell     | Williams-Mercedes         | 1:29,294               | 1:31,218               |                        | 14      |
| 15                   | 55 | Carlos Sainz Jr.   | McLaren-Renault           | 1:28,975               | —                      |                        | 15      |
| 16                   | 99 | Antonio Giovinazzi | Alfa Romeo-Ferrari        | 1:29,491               |                        |                        | 16      |
| 17                   | 7  | Kimi Räikkönen     | Alfa Romeo-Ferrari        | 1:29,810               |                        |                        | 17      |
| 18                   | 20 | Kevin Magnussen    | Haas-Ferrari              | 1:30,111               |                        |                        | 18      |
| 19                   | 8  | Romain Grosjean    | Haas-Ferrari              | 1:30,138               |                        |                        | 19      |
| 20                   | 6  | Nicholas Latifi    | Williams-Mercedes         | 1:30,182               |                        |                        | 20      |
| 107% czasu: 1:34,527 |    |                    |                           |                        |                        |                        |         |
| Źródło: FIA          |    |                    |                           |                        |                        |                        |         |

### Wyścig
| P           | Nr | Kierowca           | Konstruktor               | Okr. | Czas                | Start | +/–       | Punkty |
| ----------- | -- | ------------------ | ------------------------- | ---- | ------------------- | ----- | --------- | ------ |
| 1           | 44 | Lewis Hamilton     | Mercedes                  | 57   | 2:59:47,515         | 1     | Bez zmian | 25     |
| 2           | 33 | Max Verstappen     | Red Bull Racing-Honda     | 57   | +1,254              | 3     | 1         | 18+1   |
| 3           | 23 | Alexander Albon    | Red Bull Racing-Honda     | 57   | +8,005              | 4     | 1         | 15     |
| 4           | 4  | Lando Norris       | McLaren-Renault           | 57   | +11,337             | 9     | 5         | 12     |
| 5           | 55 | Carlos Sainz Jr.   | McLaren-Renault           | 57   | +11,787             | 15    | 10        | 10     |
| 6           | 10 | Pierre Gasly       | AlphaTauri-Honda          | 57   | +11,942             | 8     | 2         | 8      |
| 7           | 3  | Daniel Ricciardo   | Renault                   | 57   | +19,368             | 6     | 1         | 6      |
| 8           | 77 | Valtteri Bottas    | Mercedes                  | 57   | +19,680             | 2     | 6         | 4      |
| 9           | 31 | Esteban Ocon       | Renault                   | 57   | +22,803             | 7     | 2         | 2      |
| 10          | 16 | Charles Leclerc    | Ferrari                   | 56   | +1 okrążenie        | 12    | 2         | 1      |
| 11          | 26 | Daniił Kwiat       | AlphaTauri-Honda          | 56   | +1 okrążenie        | 10    | 1         |        |
| 12          | 63 | George Russell     | Williams-Mercedes         | 56   | +1 okrążenie        | 14    | 2         |        |
| 13          | 5  | Sebastian Vettel   | Ferrari                   | 56   | +1 okrążenie        | 11    | 2         |        |
| 14          | 6  | Nicholas Latifi    | Williams-Mercedes         | 56   | +1 okrążenie        | 20    | 6         |        |
| 15          | 7  | Kimi Räikkönen     | Alfa Romeo-Ferrari        | 56   | +1 okrążenie        | 17    | 2         |        |
| 16          | 99 | Antonio Giovinazzi | Alfa Romeo-Ferrari        | 56   | +1 okrążenie        | 16    | Bez zmian |        |
| 17          | 20 | Kevin Magnussen    | Haas-Ferrari              | 56   | +1 okrążenie        | 18    | 1         |        |
| 18          | 11 | Sergio Pérez       | Racing Point-BWT Mercedes | 53   | NU (jednostka mocy) | 5     | 13        |        |
| NS          | 18 | Lance Stroll       | Racing Point-BWT Mercedes | 2    | NU (kolizja)        | 13    |           |        |
| NS          | 8  | Romain Grosjean    | Haas-Ferrari              | 0    | NU (kolizja)        | 19    |           |        |
| Źródło: FIA |    |                    |                           |      |                     |       |           |        |

Uwagi
1. ↑  Dodatkowy 1 punkt jest przyznawany kierowcy, który ustanowił najszybsze okrążenie w wyścigu, pod warunkiem, że ukończył wyścig w pierwszej 10.
2. ↑  Sergio Pérez został sklasyfikowany, ponieważ przejechał 90% dystansu wyścigu.

### Najszybsze okrążenie
| Nr          | Kierowca       | Konstruktor | Czas     | Okr. |
| ----------- | -------------- | ----------- | -------- | ---- |
| 33          | Max Verstappen | Red Bull    | 1:32,014 | 48   |
| Źródło: FIA |                |             |          |      |

### Prowadzenie w wyścigu
| Nr                              | Kierowca       | Konstruktor | Okrążenia   | Suma |
| ------------------------------- | -------------- | ----------- | ----------- | ---- |
| 44                              | Lewis Hamilton | Mercedes    | 1–19, 21–57 | 56   |
| 33                              | Max Verstappen | Red Bull    | 20          | 1    |
| \| Wykres \| \| ------ \| \| \| |                |             |             |      |
| Źródło: FIA                     |                |             |             |      |
| Wykres                          |                |             |             |      |
|                                 |                |             |             |      |

## Klasyfikacja po wyścigu

### Kierowcy
Źródło: FIA
| P  | +/− | Kierowca           | Starty | Punkty | P1 | P2 | P3 | PP | NO | NS |
| -- | --- | ------------------ | ------ | ------ | -- | -- | -- | -- | -- | -- |
| 1  | 0   | Lewis Hamilton     | 15     | 332    | 11 | 1  | 1  | 10 | 6  | –  |
| 2  | 0   | Valtteri Bottas    | 15     | 201    | 2  | 5  | 3  | 4  | 2  | 1  |
| 3  | 0   | Max Verstappen     | 15     | 189    | 1  | 6  | 3  | –  | 3  | 4  |
| 4  | +2  | Daniel Ricciardo   | 15     | 102    | –  | –  | 2  | –  | 1  | 1  |
| 5  | −1  | Sergio Pérez       | 13     | 100    | –  | 1  | –  | –  | –  | –  |
| 6  | −1  | Charles Leclerc    | 15     | 98     | –  | 1  | 1  | –  | –  | 3  |
| 7  | +1  | Lando Norris       | 15     | 86     | –  | –  | 1  | –  | 2  | 1  |
| 8  | −1  | Carlos Sainz Jr.   | 15     | 85     | –  | 1  | –  | –  | 1  | 3  |
| 9  | 0   | Alexander Albon    | 15     | 85     | –  | –  | 2  | –  | –  | 1  |
| 10 | 0   | Pierre Gasly       | 15     | 71     | 1  | –  | –  | –  | –  | 3  |
| 11 | 0   | Lance Stroll       | 14     | 59     | –  | –  | 1  | 1  | –  | 5  |
| 12 | 0   | Esteban Ocon       | 15     | 42     | –  | –  | –  | –  | –  | 4  |
| 13 | 0   | Sebastian Vettel   | 15     | 33     | –  | –  | 1  | –  | –  | 2  |
| 14 | 0   | Daniił Kwiat       | 15     | 26     | –  | –  | –  | –  | –  | 1  |
| 15 | 0   | Nico Hülkenberg    | 3      | 10     | –  | –  | –  | –  | –  | 1  |
| 16 | 0   | Kimi Räikkönen     | 15     | 4      | –  | –  | –  | –  | –  | 1  |
| 17 | 0   | Antonio Giovinazzi | 15     | 4      | –  | –  | –  | –  | –  | 3  |
| 18 | 0   | Romain Grosjean    | 15     | 2      | –  | –  | –  | –  | –  | 3  |
| 19 | 0   | Kevin Magnussen    | 15     | 1      | –  | –  | –  | –  | –  | 6  |
| 20 | 0   | Nicholas Latifi    | 15     | 0      | –  | –  | –  | –  | –  | 2  |
| 21 | 0   | George Russell     | 15     | 0      | –  | –  | –  | –  | –  | 4  |
| P  | +/− | Kierowca           | Starty | Punkty | P1 | P2 | P3 | PP | NO | NS |

### Konstruktorzy
Źródło: FIA
| P  | +/− | Konstruktor               | Starty | Punkty | P1 | P2 | P3 | PP | NO | NS |
| -- | --- | ------------------------- | ------ | ------ | -- | -- | -- | -- | -- | -- |
| 1  | 0   | Mercedes                  | 30     | 533    | 13 | 6  | 4  | 14 | 8  | 1  |
| 2  | 0   | Red Bull Racing-Honda     | 30     | 274    | 1  | 6  | 5  | –  | 3  | 5  |
| 3  | +1  | McLaren-Renault           | 30     | 171    | –  | 1  | 1  | –  | 3  | 4  |
| 4  | −1  | Racing Point-BWT Mercedes | 30     | 154    | –  | 1  | 1  | 1  | –  | 5  |
| 5  | 0   | Renault                   | 30     | 144    | –  | –  | 2  | –  | 1  | 5  |
| 6  | 0   | Ferrari                   | 30     | 131    | –  | 1  | 2  | –  | –  | 5  |
| 7  | 0   | Scuderia AlphaTauri-Honda | 30     | 97     | 1  | –  | –  | –  | –  | 4  |
| 8  | 0   | Alfa Romeo Racing-Ferrari | 30     | 8      | –  | –  | –  | –  | –  | 3  |
| 9  | 0   | Haas-Ferrari              | 30     | 3      | –  | –  | –  | –  | –  | 9  |
| 10 | 0   | Williams-Mercedes         | 30     | 0      | –  | –  | –  | –  | –  | 6  |
| P  | +/− | Konstruktor               | Starty | Punkty | P1 | P2 | P3 | PP | NO | NS |